# Південно-Казахстанський машинобудівний завод

Акціонерне Товариство «ЮКМЗ» — повнономенклатурний машинобудівний завод, єдиний в Республіці Казахстан постачальник водопідйомного обладнання, машин для тваринницьких ферм і відгінний пасовищ, а також нестандартного обладнання для нафтогазовидобувної і уранодобувної промисловостей.
Підприємство оснащене такими видами технологічного устаткування: металоріжуче, пресове, ковальське, метизний, термічне, зварювальне, для металопокриття та забарвлення, для виробництва полімерних виробів, переробки гуми й пластмас.
Підприємство забезпечує повний цикл виробництва, починаючи з заготовок деталей до збирання готової продукції.

## Історія
Відкрите Акціонерне Товариство «ЮКМЗ» було утворено в результаті реорганізації ВАТ «Манкентсельмаш». ВАТ «ЮКМЗ» було зареєстровано як господарюючий суб'єкт 1 серпня 2000 (Свідоцтво № 13871-1958-АТ). Після внесення змін до Закону Республіки Казахстан «Про акціонерні товариства» ВАТ змінила назву на АТ.

## Цехи та підрозділи

### Механоскладальні цех
Оснащений спеціальним обладнанням, верстатами-автоматами і напівавтоматами, верстатами з ЧПУ для обробки деталей.

### Складальний цех
Розташований в окремому корпусі. У цеху є ділянки: заготовки, штампування, зварювання, збирання, механічний, трубопроводу, дві лінії фарбування.

### Термічна ділянка
У термічному ділянці виробляють цементацію, гарт в шахтних і камерних печах, низький та високий відпустки, нормалізацію і старіння деталей.
Також є ковальський, метизний, гальванічний та ділянка з переробки пластмас і гумових виробів.

### Інструментальний цех
У цьому цеху проводиться ремонт обладнання основного виробництва, виготовлення різального, вимірювального та допоміжного інструменту, пристосувань. Поряд з цим, інструментальний цех виконує разові замовлення з ремонту автотранспортної техніки, виготовляє зернодробарки, маслодавкі, виконує замовлення з виготовлення печей банних та опалювальних, верстатів з обробки дерева.

### Енергоцех
Цех здійснює ремонт і обслуговування всіх електричних мереж заводу. У цехах основного виробництва проводять ремонт електродвигунів та електричних систем управління обладнанням, виконує разові замовлення з перемотування електродвигунів. Виробляє ремонт і обслуговування ліній для стисненого повітря.

### Ремонтно-будівельна дільниця
Ремонтно-будівельна дільниця виробляє ремонт будівель та споруд заводу, виготовляє тару для упаковки, виконує разові замовлення на товари народного споживання та ремонтні роботи.

### Транспортний цех
Автотранспортний цех виконує міжцехових перевезення, забезпечує доставку матеріалів, заготівок та комплектуючих для основного виробництва. Виконує разові замовлення на ремонт автотранспорту, на перевезення вантажів. До складу автопарку підприємства входять автокрани, автобуси, мікроавтобуси, автомашини ЗІЛ-555, КАМАЗ-5320 і т. д.

## Продукція заводу
- Сільськогосподарська техніка
- Насоси та водопідіймачі
- Вироби з поліетилена
- Техніка та послуги для нафтових та уранових компаній
- Товари народного споживання (ТНС)

## Адреса
Республіка Казахстан,
Туркестанська область,
Сайрамський район,
160800, с. Аксу,
вул. Абая, б/н,
РНН 581100029114
БИН 000840002619